# إم. كاري توماس
مارثا كاري توماس (بالإنجليزية: M. Carey Thomas) (2 يناير 1857 -2  ديسمبر 1935) هي معلمة أمريكية، منادية بحق النساء في التصويت، وعالمة لغوية. كانت كاري توماس ثاني رئيس لكلية برين ماور، وهي كلية فنون حرة للنساء في برين ماور، بنسلفانيا.

## السيرة الذاتية

### النشأة المبكرة
وُلدت كاري توماس، (كانت تُعرف في طفولتها، بين أفراد عائلتها، باسم ميني) ولكنها فضلت أن تُدعي باسم كاري توماس فيما بعد من حياتها، في مدينة بالتيمور بولاية ماريلاند في 2 يناير 1857. كانت ابنة جيمس كاري توماس وماري ويتال توماس. وُلدت كاري توماس «في وضح النهار»، لأن والدها، الطبيب، اعتقد أن ذلك سيقلل من احتمال إجهاض زوجته. كان من بين عائلتها العديد من الكويكرز البارزين، بمن فيهم عمها وعمتها روبرت بيرسال سميث وهانا ويتال سميث، وبنات عمومتها ألِس بيرسال سميث (الزوجة الأولى لبرتراند راسل) وماري سميث برنسن كوستيلو (المتزوجة من برنارد برنسن).
في عام 1864، عندما كانت كاري توماس في السابعة من عمرها، أُصيبت بحروق شديدة أثناء محاولتها مساعدة الطاهية، إليزا، على تحضير الغداء. اشتعلت النار في فستان توماس، وأُضرمت النيران في الفتاة الصغيرة التي أطفأتها والدتها بعد ذلك بوقت قصير. كان تماثلها للشفاء طويلًا وشاقًا، وهي الفترة التي كانت والدتها تعتني بها بمزيد من الاهتمام. خلال نشأتها، تأثرت توماس بشدة بالنزعة النسوية القوية لوالدتها وأخت والدتها، هانا ويتال سميث، التي أصبحت واعظةً بارزةً. لم يكن والدها مرتاحًا تمامًا للأفكار النسوية، لكن ابنته كانت مستقلة على نحو قوي، ودعمها في هذه المساعي. رغم أن والديها كانا عضوين أرثوذكسيين في جمعية الأصدقاء الدينية، فإن تعليم توماس وسفرها إلى أوروبا دفعها إلى التشكيك في هذه المعتقدات، ودفعها إلى حب الموسيقى والمسرح، وكلاهما أشياء محرمة على الكويكرز الأرثوذكس. أدى هذا التشكيك الديني إلى حدوث خلاف مع والدتها.
التحقت توماس في البداية بمدرسة جمعية الاصدقاء في بالتيمور. حظيت بعلاقة طفولة قوية مع قريبها فرانك سميث، وهو ابن هانا سميث، وكانا لا يفترقان حتى موت فرانك المفاجئ عام 1872. أُصيبت بكآبة شديدة، ما دفع والديها إلى إرسالها هي وابنة عمها، بيسي، إلى معهد هاولاند، مدرسة داخلية من الكويكرز قرب إثاكا، نيويورك، في أكتوبر 1872. عندما كانت في معهد هاولاند، قررت أن ترتدي زي رجل في أوبرا المدرسة، وهو الأمر الذي أزعج والتها كثيرًا، لأنه كان «يتنافى تمامًا مع ذوقها». كانت الآنسة سلوكم، معلمة في معهد هاولاند، تدفعها لدراسة التربية بدلًا من الطب. كانت توماس تأمل في الالتحاق بجامعة كورنيل لمواصلة التعليم، ولكنها لاقت رفض والدها. بعد الكثير من التوسل من توماس وأمها، تراجع والدها في قراره.
التحقت توماس بكلية سيج، كلية النساء في جامعة كورنيل، وذلك في سبتمبر من عام 1875، حيث غيرت، على نحو رسمي، اسمها الأول إلى كاري. تخرجت من جامعة كورنيل في عام 1877. عرضت عليها جامعة كورنيل منصب أستاذ الآداب وعميد كلية سيج، لكنها لم تفكر في أي منهما. أجرت دراسات عليا في اللغة اليونانية في جامعة جونز هوبكينز، لكنها انسحبت لأنه لم يُسمح لها بحضور الدروس. أجرت دراسات عليا إضافية في جامعة لايبتزغ، ولكن تلك الجامعة لا تمنح شهادات للنساء. ثم ذهبت إلى جامعة زيورخ وحصلت على درجة الدكتوراه في علم اللسانيات، بتقدير امتياز مع مرتبة الشرف، وذلك في عام 1882، عن أطروحتها، التي كانت عبارة عن تحليل لغوي للرواية الفروسية سير غواين والفارس الأخضر. ظلت هذه الأطروحة تحظى باحترام الأخصائيين ثمانين عامًا. كانت أول امرأة وأول أجنبية تحصل على شهادة الدكتوراه من الجامعة. بعد ذلك، أمضت بعض الوقت في باريس، حيث حضرت محاضرات ألقاها غاستون باريس في السوربون، ثم عادت إلى الولايات المتحدة. لم تواصل توماس دراستها بدافع الحب لعملها الأكاديمي، بل بدافع الرغبة في أن تظهر للأمريكيين أن المرأة تتمتع بنفس المقدرة الفكرية التي يتمتع بها الرجل.

## وصلات خارجية
- إم. كاري توماس على موقع الموسوعة البريطانية (الإنجليزية)